# 浦南镇 (漳州市)

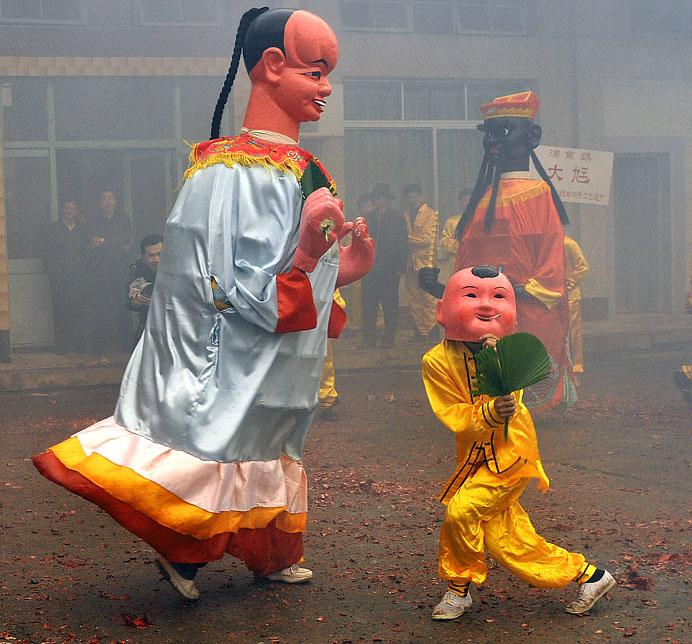
浦南古傩

浦南镇是中国福建省漳州市芗城区下辖的一个镇。东部与华安县、长泰县相邻，西为天宝林场，西南为后房农场和石亭镇，南部为龙文区。

## 行政区划
浦南镇共辖1个社区、19个行政村，分别是：
浦南社区、松州村、诗朋村、宏道村、吴浦村、东坑村、谢坑村、园坑村、渡东村、溪园村、蓬莱村、金沙村、后林村、浦林村、布坑村、浯沧村、福林村、浦南村、光坪村和双溪村。

## 全国重点文物保护单位
- 陈元光墓

## 景点
- 浦南古傩：也称大神尪，目前已被列入第一批省级非物质文化遗产名录。
- 陈元光文化公园
- 松州书院、松州威惠庙